# Агама рогата Стоддарта
Агама рогата Стоддарта (Ceratophora stoddartii) — представник роду рогатих агам з родини агамових.

## Опис
Завдовжки сягає 23 см. Забарвлення спини оливково—зелене, боки коричневого або чорного кольору. У самиць забарвлення спини сіре. У задній частині тулуба є 5-6 темних поперечних плям і вузьких чорних поздовжніх смуг. Черево значно темніше за спину. Верх губи, шия і горло білі. Око має часткову світло-коричневу або жовтувату облямівку. Тулуб стиснутий. Голова дещо коротка, мордою повернутою донизу. На морді є довгий і вузький відросток білого кольору на кшталт рога. У самиць значно менший ріг. Має на шиї шкіряну складку. Луска цієї агами колюча та неоднорідна. Хвіст довгий з темними смугами хрест—навхрест. Він досить чіпкий.

## Спосіб життя
Полюбляє вологі, тропічні ліси у гірській місцевості. Зустрічається на висоті 2100 м над рівнем моря. Ховається на стовбурах дерев. Харчується членистоногими, в першу чергу, цвіркунами.
Це яйцекладна ящірка. Самиця відкладає 4 яйця.

## Розповсюдження
Це ендемік о. Шрі-Ланка. Мешкає у центральній частині острова.